# MindsEye
MindsEye es un videojuego de acción y aventura estrenado en 2025, desarrollado por Build a Rocket Boy y publicado por IO Interactive. Su lanzamiento para PlayStation 5, Windows y Xbox Series X/S se estrenó el 10 de junio de 2025.

## Modo de juego
MindsEye es un videojuego de acción y aventura lineal en tercera persona, aunque cuenta con un mundo de imitación de pluma, similar a Mafia: Definitive Edition. Redrock City fue la principal zona jugable del juego. Como parte del sistema de creación de juegos Everywhere, los jugadores pueden añadir contenido generado por el usuario al mundo de MindsEye y crear contenido con las herramientas de Everywhere. El director asociado del juego, Adam Whiting, comparó el juego con servidores personalizados de Minecraft. Los recursos de MindsEye también se pueden usar en otros aspectos de Everywhere.

## Premisa
En el juego, el jugador asume el control de Jacob Diaz (Alex Hernandez), un exsoldado con un misterioso implante neuronal, conocido como MindsEye. Aquejado de pérdida de memoria y flashbacks, se dirige a la ficticia metrópolis desértica de Redrock, donde busca descubrir los secretos tras este implante.

## Desarrollo
MindsEye es desarrollado por Build a Rocket Boy, un estudio con sede en Edimburgo, Escocia. Leslie Benzies, conocido por su trabajo en los juegos de Grand Theft Auto, fue el director del juego. El juego fue creado como una prueba de concepto para Everywhere, una herramienta de creación de juegos. Se concibió como una experiencia premium ambientada íntegramente en la plataforma gratuita de Everywhere. En 2023, el equipo reveló que MindsEye sería un juego episódico. Cada episodio de MindsEye se ambientará en diferentes periodos y partes del universo, aunque estarán conectados por una narrativa general. El equipo describió MindsEye como un juego con una historia cinematográfica, con una duración aproximada de 20 horas. La narrativa explorará temas como la inteligencia artificial, la tecnología, la avaricia y la corrupción.

## Lanzamiento
MindsEye se mostró por primera vez al final del avance de Everywhere en el Gamescom de 2022. El 23 de marzo de 2023 se publicó un adelanto completo del juego. El 16 de octubre de 2024, se anunció que IO Interactive, los desarrolladores de la serie Hitman, publicarían el juego. El juego se estrenó para PlayStation 5, Windows y Xbox Series X/S el 10 de junio de 2025.

## Recepción
El juego recibió críticas generalmente negativas en su lanzamiento.